# Maigret et l'Inspecteur malgracieux (nouvelle)
Pour le recueil, voir Maigret et l'Inspecteur malgracieux.
Maigret et l'inspecteur Malgracieux est une nouvelle policière de Georges Simenon écrite à Sainte-Marguerite-du-Lac-Masson (Québec), au Canada,  à 5 500 km de Paris où se déroule l'action, en mai 1946.
L'œuvre est publiée pour la première fois en 1947 dans un recueil de quatre nouvelles auquel elle donne son titre générique qui est Maigret et l'Inspecteur malchanceux et non malgracieux. Ceci serait dû, dit la légende,  à une erreur d'un linotypiste distrait et Simenon en a demandé la rectification pour les éditions suivantes.

## Résumé
Un soir, au standard de Police-Secours, Maigret, qui attend un coup de téléphone, est venu tenir compagnie à son neveu. Une pastille s'allume sur le grand plan de Paris qui couvre tout un mur de la salle: quelqu'un vient de briser la vitre de l'appareil de secours placé à l'angle de la rue Caulaincourt et de la rue Lamarck. Or, on entend une détonation, puis une voix qui lance une injure contre la police. Maigret se souvient alors qu'un même fait s'était produit six mois plus tôt, et le commissaire, frappé de la coïncidence, se rend sur les lieux.

## Éditions
- Édition originale sous le titre de Maigret et l'inspecteur malchanceux (et non malgracieux) : Presses de la Cité, 1947
- Tout Simenon, tome 2, Omnibus, 2002  (ISBN 978-2-258-06043-2)
- Tout Maigret, tome 10, Omnibus,  2019  (ISBN 978-2-258-15349-3)

## Adaptations
- 1961 : Inspector Lognon's Triumph, téléfilm anglais de John Harrison, avec Rupert Davies (Maigret).
- 1968 : Maigret e l'ispettore sfortunato, épisode 3, saison 3, de la série télévisée italienne Le inchieste del commissario Maigret réalisé par Mario Landi avec Gino Cervi (Maigret).
- 1988 : Maigret et l'Inspecteur malgracieux, épisode 79 de la série télévisée française Les Enquêtes du commissaire Maigret réalisé par Philippe Laïk, avec Jean Richard (Maigret) et Annick Tanguy (Mme Maigret)